# Kamienica przy ul. Poznańskiej 21 w Warszawie
Kamienica przy ul. Poznańskiej 21 – kamienica w Warszawie znajdująca się w dzielnicy Środmieście przy ul. Poznańskiej 21.

## Historia
Jest to pierwszy murowany dom przy ul. Wielkiej (ob. ul. Poznańska), wzniesiony w 1879 roku, będący ostatnim zachowanym przykładem śródmiejskiej zabudowy sprzed wielkiej rozbudowy miasta w drugiej połowie XIX wieku. Opuszczony ze względu na zły stan techniczny, przez lata nie był remontowany i zabezpieczany przed dalszą dewastacją ze względu na niemożność dotarcia do wszystkich 26 wpisanych do księgi hipotecznej właścicieli. Z tego też powodu przez blisko dwadzieścia lat nie rozpatrzono wniosku o wpisanie go do rejestru zabytków („ZOK” l.dz. 30/98 z dnia 27 lipca 1998 r.)
Mimo prowadzonych przez Zakład Gospodarowania Nieruchomościami przygotowań rozbiórkowych, budynek został ostatecznie wpisany do rejestru zabytków w drugiej połowie maja 2018 roku. W nocy z 25 na 26 czerwca 2018 zawaleniu uległ strop i środkowa, szeroka na pięć metrów część ściany tylnej. Zaraz po katastrofie zapowiedziano położenie nowych stropów i przemurowanie zagrożonych fragmentów ścian, nim jednak się do tego zabrano, 2 września na podwórze runął kolejny fragment kamienicy − pozbawiona podparcia część poddasza.